# Hans-Joachim Simon
Hans-Joachim Simon (* 4. März 1931 in Herne; † 5. November 2009 in Gratwein) war ein deutscher Romanist.

## Leben
Er studierte von 1949 bis 1953 germanistische, romanistische und klassische Philologie in Erlangen (1953 1. Staatsexamen (Französisch, Latein, Italienisch); 1955 2. Staatsexamen).
Nach der Promotion zum Dr. phil. an der Universität Erlangen (Heinrich Kuen) am 17. Juli 1958 und der Habilitation am 24. Februar 1965 ebenda wurde er 1968 Professor für romanische Literaturwissenschaft in Graz.

## Schriften (Auswahl)
- Beobachtungen an Mundarten Piemonts. Heidelberg 1967, OCLC 976530216.
- Sprachen im Wandel. Frankfurt am Main 1998, ISBN 3-631-32844-3.